# Club Villa Dálmine
O Club Villa Dálmine, também conhecido como Villa Dálmine, é um clube de futebol argentino localizado na cidade de Campana, na província de Buenos Aires, Argentina. Foi fundado em 20 de novembro de 1957 e ostenta a cor      violeta.
Sua principal atividade esportiva é o futebol profissional. O clube disputa a Primera Nacional, a segunda divisão do sistema de ligas de futebol argentino, desde que alcançou o acesso como vencedor do Torneo Reducido da Primera B de 2014. O clube manda seus jogos no estádio El Coliseo de Mitre y Puccini, do qual é proprietário, e cuja inauguração ocorreu em 20 de junho de 1961. A praça esportiva, também localizada em Campana, conta com capacidade para 12 000 espectadores.[carece de fontes?]

## Títulos
| NACIONAIS | NACIONAIS          | NACIONAIS  | NACIONAIS | NACIONAIS        | NACIONAIS           |
| Divisão   | Competição         | Associação | Títulos   | Temporadas       | Ref.                |
| --------- | ------------------ | ---------- | --------- | ---------------- | ------------------- |
| Terceira  | Segunda División   | AFA        | 1         | 1963             | [carece de fontes?] |
| Terceira  | Primera División C | AFA        | 2         | 1975, 1982       | [carece de fontes?] |
| Terceira  | Primera División B | AFA        | 1         | 1988–89          | [carece de fontes?] |
| Quarta    | Tercera de Ascenso | AFA        | 1         | 1961             | [carece de fontes?] |
| Quarta    | Primera División C | AFA        | 1         | 1995–96, 2011–12 | [carece de fontes?] |
| Quarta    | Primera División C | AFA        | 1         | 1995–96          | [carece de fontes?] |